# Девчата (фильм)
«Девча́та» — советский художественный фильм, снятый на киностудии «Мосфильм» в 1961 году Юрием Чулюкиным по сценарию Бориса Бедного.
Премьера фильма состоялась в Центральном доме кино (ЦДК) в Москве 7 марта 1962 года, накануне Международного женского дня.

## Сюжет
Зима 1961—1962 годов. Из Симферополя в маленький сибирский поселок приезжает по распределению 18-летняя выпускница кулинарного училища Тося Кислицына. Поселившись в общежитии, она знакомится с соседками Надей Ерохиной, Катей, Анфисой Павловной и Верой Тимофеевной Кругловой. Со всеми, кроме Анфисы, которая работает телефонисткой, у Тоси складываются хорошие отношения, а Веру Круглову, уже зрелую женщину за тридцать, она даже называет «мама Вера».
На танцевальном вечере в местном клубе Тося встречает передовика производства, местную знаменитость — Илью Ковригина. Последний играет в шашки с Филей Егоровым, бригадиром конкурирующей бригады. Музыка мешает Илье сосредоточиться, и поэтому он просит выключить её, что вызывает недовольство Тоси. Между ними происходит стычка. Когда Илья выигрывает партию, он приглашает Тосю на танец, но та при всех отказывает ему и выставляет на посмешище. Не привыкший к отказам, Илья спорит с Филей на шапку о том, что в течение недели влюбит в себя Тосю.
На следующий день после танцевального вечера Илья с бригадой приходят в столовую и делают вид, что Тося плохо приготовила обед. Поступок Ильи доводит девушку до слёз, а тот совсем перестаёт ходить в столовую. Тогда Тося сама несёт обед Илье и его бригаде в лес на делянку. Илья начинает ухаживать за Тосей. Очень скоро он понимает, что Тося не такая, как те женщины, с которыми он встречался раньше, и по-настоящему влюбляется в неё.
Анфиса, подруга Ильи и соседка Тоси, не верит в любовь. Отношения Нади Ерохиной и немолодого пилоправа Ксан Ксаныча вызывают у неё недоверие: она считает, что Надя боится остаться старой девой, так что готова выйти замуж за любого, кто предложит. Вера Круглова, которая, не читая, сжигает письма изменившего ей мужа, вызывает у Анфисы насмешки.
Когда соседки Тоси по комнате начинают верить в любовь Ильи, Анфиса рассказывает им о споре с Филей. Через них о том, что на неё поспорили, узнаёт и Тося. В присутствии Ильи она сообщает Филе, что Илья выиграл спор, после чего убегает в слезах. Илья пытается поговорить с Тосей и объяснить ей, что полюбил по-настоящему, но девушка отказывается ему верить. Друзья предлагают Илье подарить Тосе золотые часы. Сначала девушка с восторгом принимает подарок, но потом отказывается от него. Илья разбивает часы и уходит.
Любовь Ильи к Тосе меняет и его бывшую подругу, Анфису. Она начинает верить, что любовь существует, и пытается изменить своё поведение, бросая своего очередного мимолетного кавалера — инженера по имени Вадим. Весной все жители леспромхоза строят дома для будущих семейных пар. Илья работает на чердаке одного из домов. Друзья просят девушку отнести туда гвозди. Илья и Тося мирятся и начинают мечтать о будущей совместной жизни.

## В ролях
| Актёр               | Роль                                                                  |
| ------------------- | --------------------------------------------------------------------- |
| Надежда Румянцева   | Тося Кислицына, повар на участке леспромхоза                          |
| Николай Рыбников    | Илья Ковригин, бригадир лесорубов, передовик производства             |
| Люсьена Овчинникова | Катя, соседка Тоси по комнате                                         |
| Светлана Дружинина  | Анфиса Павловна, телефонистка на коммутаторе, соседка Тоси по комнате |
| Инна Макарова       | Надя Ерохина, соседка Тоси по комнате                                 |
| Нина Меньшикова     | Вера Тимофеевна Круглова («мама Вера»), соседка Тоси по комнате       |
| Станислав Хитров    | Филя Егоров, бригадир лесорубов, соперник Ковригина по работе         |
| Николай Погодин     | Александр, гармонист, жених Кати                                      |
| Виктор Байков       | Ксан Ксаныч, жених Нади                                               |
| Анатолий Адоскин    | Вадим Петрович Дементьев, новый начальник-инженер                     |
| Михаил Пуговкин     | комендант леспромхоза                                                 |
| Пётр Кирюткин       | Чуркин, мастер лесного участка                                        |
| Алексей Крыченков   | Алеша Великанов, лесоруб из бригады Ковригина                         |
| Роман Филиппов      | Василий Зайцев, лесоруб из бригады Ковригина                          |
| Иван Косых          | лесоруб, обедающий в столовой (нет в титрах)                          |
| Виктор Маркин       | фотокорреспондент (нет в титрах)                                      |
| Михаил Кокшенов     | лесоруб, пьющий воду в столовой (нет в титрах)                        |
| Галина Стаханова    | Галина, подруга Кати, ехавшая в поезде (дебют в кино, нет в титрах)   |
| Ольга Шахова        | Мария Гавриловна, учительница в вечерней школе (нет в титрах)         |

## Съёмочная группа
- Автор сценария — Борис Бедный
- Режиссёр-постановщик — Юрий Чулюкин
- Художественный руководитель — Юлий Райзман
- Оператор-постановщик — Тимофей Лебешев
- Художник-постановщик — Ирина Шретер
- Композитор — Александра Пахмутова
- Текст песен — Михаил Матусовский
- Художник по костюмам — Лидия Наумова[4]
- Директор картины — Л. Стулова

## Создание фильма

### Подбор актёров
Готовясь к картине, Юрий Чулюкин пообещал роль Тоси своей жене, Наталье Кустинской. Кустинская серьёзно готовилась к пробам и ждала решения худсовета. Через некоторое время от знакомого оператора она узнала, что картина уже снимается и в главной роли занята Надежда Румянцева. Чулюкин оправдывался, что худсовет посчитал Кустинскую слишком красивой для образа Тоси, и в качестве компенсации предложил ей сыграть Анфису, но Кустинская отказалась. На роль Тоси предполагалось взять Валентину Малявину или Екатерину Савинову. По возрасту больше подходила Малявина, поскольку Тосе по сценарию — восемнадцать лет, а Румянцевой на момент съёмок уже исполнилось тридцать. По задумке режиссёра, на экране Илья выглядит значительно старше Тоси, но в жизни актёры Рыбников и Румянцева ровесники. Гардероб Тоси Кислицыной — находка Надежды Румянцевой: актриса, по её воспоминаниям, увидела такую одежду на своей знакомой, воспитаннице детского дома.
На роль Ильи первоначально пробовались Вячеслав Шалевич, Юрий Саранцев, Виктор Борцов и Юрий Белов, был утверждён Владимир Трещалов, но пришло распоряжение снимать Николая Рыбникова, удачно сыгравшего перед этим главного героя в фильме «Высота». Рыбникову образ Ильи понравился, и, чтобы выглядеть моложе, он специально похудел на 20 кг. Ему хотелось, чтобы Анфису непременно сыграла его жена, Алла Ларионова. Но была утверждена Светлана Дружинина: ей надоело играть сельских тружениц, образ Анфисы приглянулся, и менять актрису Чулюкин не стал. Из-за этого Рыбников на протяжении съёмок общался с Дружининой с холодком. На роль Анфисы также хотели утвердить Клару Лучко, но этот персонаж она играть не захотела.
На роль Нади Ерохиной пробовались Валентина Талызина (не прошла фотопробы) и Маргарита Криницына (давняя подруга режиссёра по ВГИКУ, которую не пропустил в картину Госкино, хотя Юрий Чулюкин и настаивал на её кандидатуре). В итоге Надю сыграла Инна Макарова. На роль проверяющего из района режиссёр пригласил без кинопроб своего давнего друга, однокурсника Владимира Гусева, но тот отказался.

### Места съёмок
Посёлок лесорубов снимали в павильонах «Мосфильма» и на улице Мосфильмовской, где высадили около трёхсот деревьев и возвели декорации посёлка с вывеской «Леспромхоз». 13 июня 1961 года ураган уничтожил декорации посёлка, после чего все работники кроме Чулюкина ушли в отпуск. Натурные съёмки начались на Среднем Урале в Чусовском районе, в посёлке
Бобровка (в эпизоде, в котором герои смотрят газету с размещённой фотографией Ильи, видно её название «Чусовской рабочий») Пермской области. Однако, поскольку снимать на тридцатиградусном морозе оказалось сложно, то после нескольких коротких сцен съёмочная группа продолжила работу в леспромхозе в Оленинском районе Калининской области (ныне Тверской), а финал сняли в Ялте.
Сцена с поездом снималась в Рязанской области на перегоне между станциями Спас-Клепики и Пилево.
В ноябре-декабре 1961 года съемки фильма заканчивали в поселке Яйва, тогда ещё Пермской области. Сказочные заснеженные ели, огромные сугробы, непрозрачный от мороза воздух — все это стало декорациями к фильму. В то время Яйвинский леспромхоз был одним из самых крупных, передовых в Советском Союзе, расположенный в живописных местах.

### Музыка
Песню «Старый клён» написали поэт Михаил Матусовский и композитор Александра Пахмутова, исполнили её актёры Люсьена Овчинникова и Николай Погодин. В фильме также прозвучала песня «Хорошие девчата» тех же авторов в исполнении октета «Лайне».
Песни из фильма с середины 1960-х выпускались фирмой «Мелодия» на грампластинках Апрелевского и других заводов.

### Продолжение
В конце 1990-х годов Светлана Дружинина (исполнительница роли Анфисы) в одном из интервью высказывала идею снять продолжение «Девчат», но проект так и не был осуществлён.

## Кинопрокат
Премьера комедии «Девчата» состоялась 7 марта 1962 года в Центральном доме кино (ЦДК) в Москве. На премьеру пришли все, кто участвовал в создании фильма, кроме актрисы Инны Макаровой, сыгравшей роль Нади. Она была обижена на то, что в процессе монтажа режиссёр убрал из фильма сцену, в которой её героиня, хотя «ей скоро двадцать восемь, а в таком возрасте за кого угодно пойдёшь», всё-таки расстаётся с нелюбимым женихом Ксан Ксанычем.
Советское начальство охарактеризовало комедию как «чересчур бытовую и мелковатую для советского экрана», поэтому фильму была присвоена третья прокатная категория. Но зрителям и критикам картина сразу понравилась, став одним из лидеров советского кинопроката. В 1962 премьерном году в СССР её посмотрели почти тридцать пять миллионов человек.

## Награды
- 1962 — приз IV Международного кинофестиваля в Мар-дель-Плата (Аргентина) «За лучшее исполнение женской роли» актрисе Надежде Румянцевой. Зарубежные газеты называли актрису «Чарли Чаплином в юбке», а итальянцы — «русской Джульеттой Мазиной»[2][3].
- 1962 — почётный диплом Эдинбургского международного кинофестиваля (Шотландия)[2][3].
- 1962 — почётный диплом жюри родителей и учеников Международного фестиваля фильмов для молодёжи в Канне (Франция)[2][3].